# 当身
当身（あてみ）は日本で伝承される古武道や武道で急所に対し突く・打つ・蹴るなどして攻撃する技術の総称。「当」「中身（あてみ」「中（あて）」とも書かれ、流派によっては「砕き（くだき）」「殺活術」「殺法」「勝身術」などともいう。
時代劇などで描かれる、急所や腹部を打って気絶させる技も、武道の当身を参考にした演出である。

## 柔術における当身
柔術は、現代では当身を多用しないというような捉え方をされることもあるが実際にはそうではなく多くの流派で重要視されている。
例えば、合気道や天神明進流では「当身7分に技（投げ）3分」といい、当身を重要視している。
また、現存の古武道の中では柳生心眼流や諸賞流などが当身中心の稽古を公開している。また、高木流は剣道の防具の竹胴を着けて肘打ち、手刀打ち、蹴りを当てる稽古をしている。
一般に、危険を伴うことから乱取りや試合では禁止されることが多かった。
当身に用いられる部分は、頭（額、頭頂部、後頭部）、肩、肘、手、尻、腰、膝、足、踵などである。後述するが、刃物ではない道具で当てることも当身と言った。
型の中にも当身が多く含まれるが、各急所への当て方、どのタイミングで当てるか、どのような効果があるかなどのより詳細な当身は、活法や整骨法などと同じ位置づけであるため多くの流派では型とは別に伝えられていた。
型とは別で奥伝として教わる当身は活法とは表裏の関係であることから殺法とも呼ばれており、蘇生法である活法を併せて学ぶ流派が多かった。殺法は拳、膝、足、手刀等を以て急所に打撃、衝突、圧迫を行い敵を悶絶または失神させる術であり、多くの流派で型が終了した後に急所の場所や活法と共に口伝として伝えられた。一部の流派では早い段階で学ぶ場合もある。
流派により拳の握り方、突き方、蹴り方、打ち方、各急所への当て方や急所の名前などが異なっている。
主に当てる場所（急所）と当てる方法を学ぶ。また、柔術では伝書に記す時に急所名を書くが、これは急所と当身両方の名称を兼ねており、例えば、水月と書いてある場合、水月への突き、蹴り、打ち等々の水月への当身全般を指した。
楊心流では、急所の位置、当て方の研究が進んでおり、数多くの急所とそれに対する活法、殺法が伝わっていた。逆に流派によっては、大雑把な急所位置（のど、あご、ミゾオチ、後頭部等）しか伝えていない場合もあった。多くの流派で秘術とされており急所の位置や効果的な当て方は、ある程度修行が進んだ門人にのみ伝えられることが多かった。

## 殺法と急所

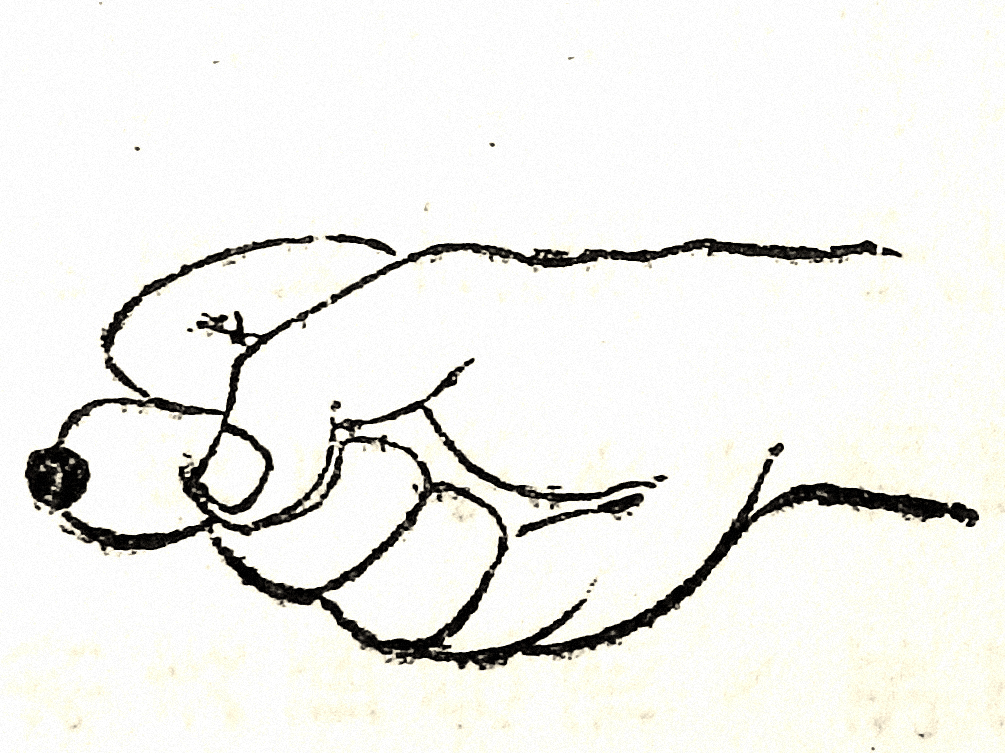
柔術の当身に用いる拳の一例
（中指第二関節の一点で突く）

人体の中で打突する時に仮死状態（失神）となる急所があり、この急所を打突する技術を殺法といった。昔の柔術家は殺法を用いて絶息させた後、活法を用いして蘇生するという技術を使っていた。人体の急所は各流派に名称の相違があったが急所とされる位置は同じ場所が多かった。
多くの急所は骨の無いところ、骨と骨の間、骨の合わせ目にあった。また、急所とされる場所以外にも、向脛、膝裏、肘関節などに当てることもあったが、痛みを感じるが失神する効はないとされていた。
この当身急所の技術は剛強の敵と戦う時、逆技を施す隙が無い時、多人数の敵に囲まれて血路を開こうとする時などに用いられた。
古来から柔術では当身急所の技術は秘法の一つとされており初心者には伝授せず、免許の際に極めて少数の人に伝えることが多かった。この理由として、勝負の法として電光石化に敵を屈服させる効があったため秘伝として尊び一般に教えることを惜しんだためであるとされている。
当身急所の技術は他の技と同様に、当てるべき場所と方法を知っただけでは使えなかった。身体の動作が自由自在でないと実際の場合に応用して上手く当てることは不可能であり、当てることができても当身に熟達していないと相手に効かせることができないとされていた。これにより急所の場所と当てる方法を知ったうえで、蹴ること突くことの練習を行ったとされる。

## 近代における当身の医学的研究
殺法の研究では、明治16年に東京大学の命により医学博士大澤謙二が天神真楊流柔術師範の井上敬太郎の協力を得て調査したのが最も古いとされている。この調査で西洋医学の解剖学により柔術の殺法が人体に及ぼす影響が解明された。
大澤謙二は天倒、烏兎、人中、霞、獨鈷、秘中、村雨、松風、膻中、雁下、小方、水月、電光三ッ當、月影、電光、明星、尺澤、草靡、高利足、釣鐘の二十箇所の急所とその当て方、蘇生法である活法、死相の鑑別法を調査した。

## 当身の鍛錬法
各流派によって様々な鍛錬法が伝承されていた。
多くは物に対して打突を行うものだったが、専用の防具を用いる流派もあった。
伝統的な柔術での当身の鍛錬法
- 受の腹を蹴る。蹴られた者は力を入れて耐える。
- 物（立木、板、亀の甲羅、砂袋、畳、防具、鎧）に当てる。
- 樽の蓋を提げ、それを蹴割る。
- 防具を付けて実際に当てる。（剣術で用いる竹胴や専用の防具などを使う）
- 高い所を蹴り上げる。
- 正座から蹴る。
- 稽古場の羽目板や柱に当てる。

流派によっては、素焼きのつぼや瓦等の硬い物を布団など柔らかな物で入れて立てかけ、布団を倒さないように中の硬い物だけを割るような当身が良い、などとされる。これに熟達すると割れ方を自在に変えられるようになるという。

## 柔道の当身
柔道において当身技は、試合や乱取りでは禁止されているが、柔道形の中で用いられる。

### 起源
当身を重視した天神真楊流から、急所や活法が伝えられている。
起倒流にも当身（中）の要訣の伝承があるが、講道館にどこまで伝えられたかは不明である。

### 用いる部位
手刀、正拳、裏拳、渦巻（豊隆部）、掌底、肘、膝、頭部、踵、足刀。

### 急所
天倒、霞、鳥兎、獨鈷、人中、三日月、松風、村雨、秘中、タン中、水月、雁下、明星、月影、電、稲妻、臍下丹田、金的（釣鐘）、肘詰、伏兎、向骨。

### 形
「精力善用国民体育の形」に単独練習法がある。

## 合気道の当身
- 合気道において当身が用いられるのは前述の通りだが、その目的は相手の肉体を傷つけることではなく、相手の動きを牽制したり、急所を防御しようとする反応（目を突かれそうになって上半身を仰け反らせるといった動き）を誘い体勢を不安定にさせることにある。

- 合気道の「入身」「転換」といった体捌きも、本来は相手の当身を躱しつつ当身を入れられる位置に入ることを主眼としている。

- 合気道では柔道のような乱取りは行われないが、理由の一つとして試合を行えば急所への当身によってお互いに重傷を負う可能性があること、逆に当身を禁止すれば技が変質してしまうことが挙げられる（開祖植芝盛平自身、「試合は“死合い”に通じる」として厳に戒めた）。

## 武器を用いた当身
日本の伝統的な武術では、刃物以外の武器を使って急所に当てる場合も当身とよぶ。
例としては棒、十手、隠し武器の類、刀の各部分（柄頭、鍔、鞘、鯉口、鐺、棟）などである。

## ゲーム用語における「当て身」の誤用
対戦型格闘ゲーム『餓狼伝説』において、ギース・ハワードが「当て身投げ」という必殺技を持っていた。
これは相手の打撃技（当て身）を受け止めて投げ飛ばして反撃するという「当て身を投げる技」であった。これを一部のゲーム雑誌（ゲーメストなど）が「当て身」と略述したことや、プレイヤー同士も会話に於いてこの技を「当て身」と略して表現する場合が多かったため、その後の対戦型格闘ゲームなどにおいて「相手の攻撃を受けることで反撃に転じる技」（いわゆる「カウンター技」）の総称として「当て身」が定着した。

## 柔術で用いられた当身の話
柔術の当身に関する話には下記のようなものがある。

### 楊心流柔術
楊心流は長崎の医者が開いた柔術で、当身と急所を深く研究していた流派である。
当身を用いた逸話が数多くある。

#### 渋谷勝蔵と相撲取
棚倉藩に渋谷勝蔵という楊心流の柔術家がいた。
棚倉藩の木挽町屋敷近くの采女ヶ原で相撲興行があった時、渋谷勝蔵は風呂屋で相撲取と喧嘩して三人を当身で失神させた。
渋谷勝蔵はそのまま服を着て帰ろうとしたところ、風呂屋の亭主が驚いて「死人をどうするか。」と言った。渋谷勝蔵は「詫びれば活を入れる。」と答えたが、亭主は親方を呼ぶからとにかく活をしてほしいと頼んだので、渋谷は相撲取を抱き上げて活を入れて三人を蘇生させ謝り証文を取って帰ったという。

#### 岩永成太夫とニレキ小僧
三河国二連木村のニレキ小僧と呼ばれる盗賊がおり各地で押入強盗を働いていた。ニレキ小僧はその頃世に聞こえた大盗人であった。
ニレキ小僧は宇都宮鹿沼に来ており大阪同心が捕縛するため追いかけて来ていたが曲者であるために捕まえることができなかった。
そこで大阪同心は、島原で楊心流を学び宇都宮に移り住んで柔術を教えていた岩永成太夫武雅という柔術家にニレキ小僧の捕縛を依頼した。
ニレキ小僧は絹布を着て金拵の脇指を差し風呂敷包を肩に掛けて宇都宮鹿之沼町を歩いていた。岩永成太夫は行き違い様に飛び掛かって咽喉を絞めようと服の襟を取ったが、ニレキ小僧は大兵であったため絞めることができなかった。
岩永は手早く肘で水月に当身を入れ、目が眩んで倒れるところを腰に差した十手で腕を打って取り押さえニレキ小僧に縄を掛けて大阪同心に引き渡した。

#### 高橋〆太郎の喧嘩
明治時代の東京下谷区に人力車製造業を営む高橋〆太郎という人がいた。
高橋〆太郎は上野東黒門町にあった演武館の今井師範から楊心流柔術を学んでいた剛の者であった。
湯屋男口入業親分の渡辺富蔵の紹介で松の湯の横山平助の家に住み込んでいた関三松というものが、家主の懇意にする高橋〆太郎に鉋屑を貰いに行った。
関三松はお世辞のつもりで高橋〆太郎に「親分、大概にして休んではいかがです。」と言ったところ、高橋の癪に障り「余計な口を利くな。」と天秤棒で関三松を殴り付けた。
関三松は怒って親分の渡辺富蔵に行き「どうか顔を立ててください。」とお願いしたが、渡辺はいい加減にしろと言って話を聞かなかった。その後、渡辺の弟子の新井力造にその話をしたところ、新井が怒って親分の渡辺と関三松の三人で高橋〆太郎の家に押し掛けることになった。
高橋〆太郎は三人に押し掛けられてもビクともせず打ち掛かってきた関三松を跳ね飛ばし、続いて掛かってくる二人の腕を取って往来に連れ出して散々に殴り付けた。新井と渡辺は頭部を打ち切られて出血したという。

### 天神真楊流柔術
天神真楊流とは上述の楊心流から派生した流派であり当身、急所、活法、整骨を深く研究していた。
親指を握った拳の第二関節で当てることで知られる。
現在知られている武道の急所図は天神真楊流の物が基礎となっている。

#### 磯又右衛門が研究した当身

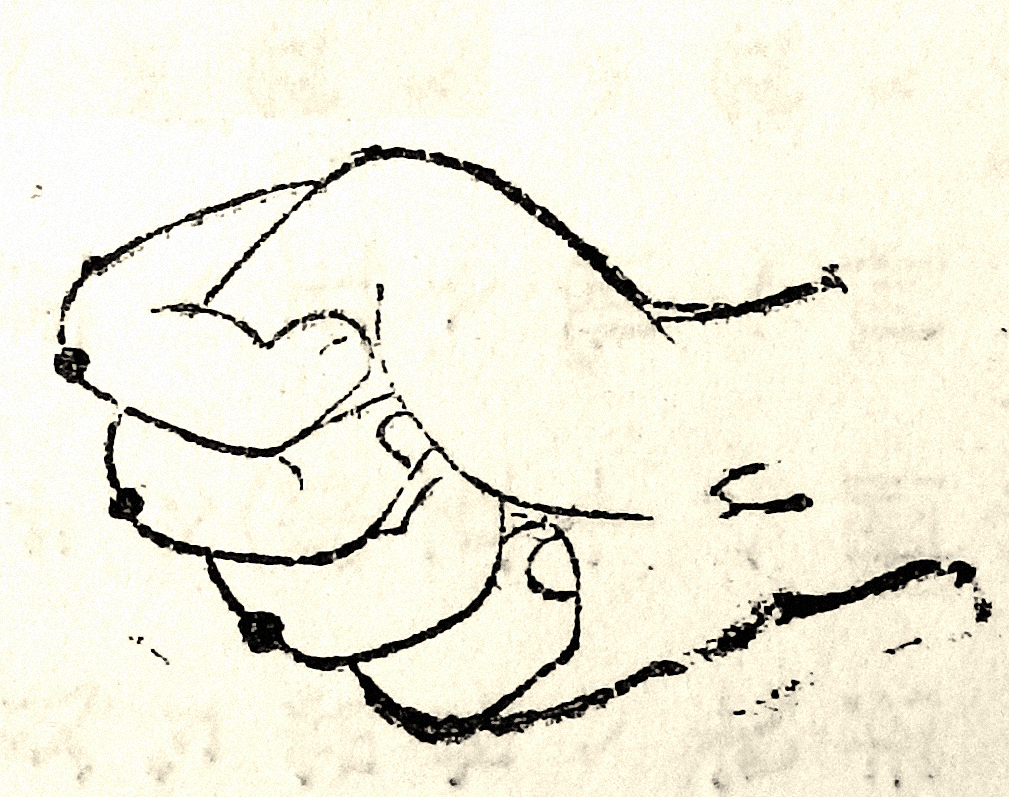
天神真楊流とその分派で用いられた拳
（親指を芯にして第二関節で突く）

天神真楊流創始者の磯又右衛門は人間の弱点である急所を当身、喉締、逆手によて攻撃する術に熟達する必要があるとの考えから、当身においては睾丸の蹴付と膝打、肋骨と横腹の蹴付、水月の突掛、肘打ちなどの技を案出した。
この技を元に研究を重ねて124手の形を考案したとされる。
天神真楊流の他流試合では専ら睾丸への膝打ちと千鳥という締技を用いた。
睾丸は全身の急所の中で最も軟弱で鍛えることが不可能で、これを打つときは忽ち抵抗力を失う極めて大切であるという考えから天神真楊流では両手で睾丸を覆って守るようにしていた。

#### 当身の稽古法
道場における修行方法は、形によって当身・締・逆を習得し乱捕によってこれを応用する練習を推奨していた。
当身の稽古では肋骨及び横腹の蹴り付けは何十回でもよい蹴りができるまで力いっぱい蹴らせて技を練り、一方これを気合で受け止め体躯を鍛えたとされる。

#### 女中の手刀
幕末頃はまだ石鹸がなく、雑巾のように糸で細かに刺子としている厚い稽古着を洗濯するには砧のように打つか足で踏んで洗っていた。磯又右衛門は女中に手刀で打って洗濯するように命じていた。純朴な女中は初めは手の痛みを忍び水が飛散して服を濡らすのを意とせず命じられるままに手刀で洗濯し続けたところ、いつの間にか水が跳ね上がって衣服を濡らすことがないようになった。ある日洗濯中に門人の一人が戯れに女中の袂を引いた。女中は驚き何気なく洗濯中の手で払ったところ門人の腕骨は折れてしまったという。

#### 湯沢三千男の天井蹴り
政治家の湯沢三千男が父親から聞いた話によると、幕末の神田お玉ヶ池にあった磯又右衛門の道場では天井を蹴る稽古が行われていたとされる。湯沢の父は幕末頃に江戸に出て林大学の学僕となり夜は素読、朝は未明に起きて天野将曹（天野八郎）から剣術を学び、午後に神田お玉ヶ池の磯又右衛門の所で天神真楊流柔術の稽古をするのを日課としていた。湯沢三千男も11歳から剣道の修行をして、13歳で東京に出て当時60歳に近い父の天神真楊流の同門であった吉田千春の道場に通っていた。ある時、湯沢の父が自分が通っていた磯又右衛門の道場で稽古した頃は道場の天井を蹴る稽古をしたものだという話を語った。当時、湯沢の父は既に60歳を越えていたので見せてもらうことができず、五尺有余の体の足が天井を蹴れるはずもないと思ったのでどうやって天井を蹴るのか聞いた。湯沢の父は事も無げに、飛び上がって天井を蹴るのだと言った。湯沢三千男はこの言葉をヒントに家の座敷の天井の桟に枕を括り付け二月半ほど暑中休暇中に天井を蹴る稽古をした。わずか二月半の稽古で、低い所にぶら下げた枕が段々高くなって天井の桟一杯に吊るし上がった枕を蹴ることができるようになり、七尺ほど（212cm）を蹴れるようになった。飛び上がって蹴る瞬間は頭より足の方が高くなり蹴った反動でスッと畳の上に立てるようになった。
湯沢三千男が福井県の事務官を務めていた時、師範学校に行って生徒に天井を蹴る話を聞かせた。嘘だと思うような顔をしていたので、枕を取り寄せ二人の生徒に頭上高く持たせ蹴って見せたところ初めて皆が納得した。湯沢三千男は誰でも僅かな稽古で六尺（180cm）は蹴れること請け合いであると記している。

#### 横山作次郎の顎外し
イギリス人柔道家であるアーネスト・ジョン・ハリソンが1912年に出版した『The Fighting Spirit of Japan』に講道館四天王の横山作次郎から聞いた青年時代の話が記されている。
以下は横山作次郎がハリソンに語った中で天神真楊流柔術に関わる話である。
横山は幼少より井上敬太郎に師事して天神真楊流柔術を学んでいた。当時の柔術試合は荒く対戦者から死人が出ることも珍しくなかった。横山は試合に出かける際には生きて帰れるという保証がなかったのでいつも両親に別れを告げていた。試合は非常に激しいものであり殆ど技が禁止されていなかったため、相手を打ち負かすために最も危険な方法を使うことをためらわなかった。横山はこのような経験を数え切れないほどしてきた。その後、深刻な結果を避けるために試合から危険な技が排除され、これにより柔道の人気の増加につながったと考えられている。
昔は帝国大学の後ろに根津遊廓があった。この一角に上野公園の不忍池に沿って道があり、この道は竹林で囲まれ夜になると明らかに人気のない場所だった。当時は賭博師やならず者がはびこり脅迫によって金品を巻き上げる口実を見つけ通行人と口論し金品を強要していた。横山が修行していた柔術道場（湯島同朋町にあった井上敬太郎の修心館）は根津から遠くないところにあり、門人たちはこれらの賭博師や悪党を技を試すための練習台として見ていた。横山たちは暗い夜を選び問題の道に出かけて竹林の中に身を潜めた。賭博師の一団が通りかかると、門人たちの一人が隠れていた場所から現れ彼らの通り道を塞いだ。そうなると必ず口論が始まった。
横山たちは深刻な身体的被害を与えるつもりはなく、罪に対する当然の罰として驚かせてある程度の身体的苦痛を与えることだけを目的としていた。したがって、お互いに致命的な急所を打つことはしないことを約束し好戦的な賭博師たちの下顎を一時的に外すことだけを心掛けた。横山たちは掌で顔面の急所を鋭く打って下顎を脱臼させる簡単な方法を知っていた。口論から喧嘩になった場合は、横山たちは必要な一撃を与えて即座に撃退した。この一撃は殆ど失敗することがなかったという。柔術の門人たちは、下顎を外されて泣き叫ぼうとしても声にならず両手で顎を支えながらうめき声を出して全力で逃げていく賭博師たちを見て楽しんでいた。時々、一撃で終わらせることができず何度も繰り返す者がいたが、その門人はまだ技を完全に修得していないと見なされた。整骨術は師範によって柔術の不可欠な技術として教えられており、負傷した賭博師は翌朝外れた顎を入れてもらうために道場に来ていた。騒ぎの後、6人近くの顎を外された者が横山の師である井上敬太郎の治療を受けに来ており、横山たちは自分たちの技の効果を間近で検分することができたので、また夜の冒険へ駆り立てる刺激に繋がったという。

#### 萩原の蹴り
イギリス人柔道家であるアーネスト・ジョン・ハリソンが出版した『Wrestling: Catch-as-catch-can,Cumberland & Westmorland,& All-in Styles.』に天神真楊流の蹴りに関する話が記されている。ハリソンはこの蹴りについて、当身の原則に従って行われたら被害者が生き延びることは非常に困難であると評している。
ハリソンは東京の講道館に入る前に、横浜にある有名な天神真楊流の師範である萩原からこの蹴りの方法を教わった。
この技術は裸足を前提としており爪先ではなく足の母指球で蹴る。蹴りは素早く切れ味の鋭い動きで行われ、蹴った後に足を稲妻のように引く。この練習を継続することで熟練者の足裏は非常に硬くなり人間の肉体だけでなく、木や石などの無生物の物体にも相対的に無傷で蹴ることができるようになる。
ハリソンの師匠である萩原は自身の小さな道場の支柱の一つをよく蹴っており、その蹴りの威力は建物全体を揺らすほどだったという。ハリソンは「明らかに足先だけを使って蹴ってもそのような結果は得られず、また同様に明らかなことだが、そのような力で蹴られた人は特に急所を蹴られた場合その後戦うことができなくなってしまうだろう。」と記している。

#### 四分板説
天神真楊流には四分板説という当身の稽古法があった。
四分板説とは平面の台の上に四分板（厚さ1.2㎝の板）を置き、これを拳で打ち割るというものであった。
講道館柔道八段の居藤高季は若い頃に約二か月間毎日この四分板説を繰り返し練習したが、平らな所に板を置いているだけであり空手の瓦割りや板割りと違ってなかなか割れず、拳を何回も傷つけて諦めたという。

### 楊心古流
楊心古流とは主に幕府の講武所で学ばれていた柔術である。
現在の柔道に近い乱取試合の他に技の稽古が主体の乱取があり、この時に体捌きや拳、手刀、熊手など十種類ほどの攻撃の手形を教わるとされる。

#### 幕末の乱捕稽古
幕末の乱捕稽古では水月に拳を当てることも向う脛・睾丸に蹴りを入れることも自由であり、相手を投げる時は土中まで埋め込むほどの勢い行っていた。幕府講武所の乱捕稽古でも怪我人が出るのは当たり前で胸に入った蹴りを受けそこねて絶命した話や大男が絞め落とされて蘇生しなかった話が伝わっている。

#### 浅井寿篤と戸塚彦介
浅井寿篤は大久保利通暗殺（紀尾井坂の変）の実行犯の一人である。浅井は大酔のあまり戸塚彦介に柔術の試合を強要したことがある。
浅井から試合を挑まれた戸塚彦介は「老夫は病で疲れているため試合はできない。」と断ったが、浅井は武士の面目を傷つけられたと主張して強いて戸塚彦介を試そうとした。戸塚彦介はやむを得ず「それでは病憊であるから私は仰臥のままで、ご随意にお試しください。」と言った。大兵で強猛な浅井は仰向けに倒れている戸塚彦介の胸部を足の踵で満身の力をこめてグイと踏み付けたが、戸塚彦介は何も感じていなかった。さらに一層の力を振って蹂躙したが戸塚彦介は少しも感じていなかった。浅井はすっかり閉口し「今度は私をお試しください。」と言ったが戸塚彦介は固辞した。しかし浅井が聞き入れないので、戸塚彦介はやむを得ず正座した浅井の頸部を平手でポンと打ったところ浅井の首からゴクリと音がした。そのまま浅井の首は右に傾いて引き攣り満身の力を入れても元通りにならないので、浅井は負け惜しみで「ありがとうございます。」と戸塚に挨拶して帰宅した。帰宅後に種々の治療をして三日目に首が元の状態に戻り、さらに戸塚彦介の門弟となって柔術の修行を行った。

### 柴新流と柴真楊流
柴新流とは藤田銀八郎が開いた柔術である。
藤田の門人である阿波国の矢田一心斎が改良を加えた流派が柴真揚流である。
藤田銀八郎は真之神道流、上述の磯又右衛門から天神真楊流、戸塚彦介から楊心古流を学んだ。
藤田銀八郎は30人相手の実戦経験から投技や絞技よりも当身が有効であることを悟り、当身ばかりの修業を行う柴新流を開いた。

#### 藤田と黒鍬30人の戦い
藤田銀八郎は遠州浜松の人で幼少から武術を好み弓術、馬術、剣術、槍術、柔術を極めていた。
廻国修行中、粟田口（京の七口の一つ）で旅人の父娘が約30人の黒鍬に囲まれ逃げ場を失っているところを目撃した。
気の毒に思い、これを助けるために一人を投げ倒したが起き上がってまた打ち掛かってきた。
約20人がこれに加勢してきたので当身で10人ほど殺したが、拳に痛みを覚えたため直ちに地面に落ちていた瓦を拾って武器にしてさらに当て殺して約20人を倒した。これを見た残りの黒鍬達は一目散に逃げ去ったという。助けた父娘は影も形もなかった。
この時、実戦は当身なしではかなわないことを悟って涙ながらに合掌し、瓦を手から落としたところ拾った場所と同じ所へ一分一厘違わず落ちたので不思議に思い見てみると、押し付けられても頭を上げず横に這い延びて生きている芝があった。そこから柳に雪の悟りのような柔術の極意を悟って、当身ばかりの修行を行う柴新流を創始した。

#### 柴真楊流の四角三角
「四角三角」とは四角の物は安定していて手の付けようが無いが、その一角を失うことができたら三角になって倒すことができるという教えである。
人間は動・気・経・神の四つからなり、動は投技、気は絞技、経は当身で奪う。
投技は投げたとしても相手が再び起き上がって飛び付けば二度手間となり、絞技は手間取り多人数を相手にすることができない。このため柴真楊流では当身によって敵の一角を奪うという考えであった。

### 神道楊心流
神道楊心流は楊心古流と天神真楊流の分派である。
目録免許で103か所の急所と当身が教授される。
和道流の大塚博紀が習ったことで知られる。

#### 中山辰三郎の三年殺し
和道流の大塚博紀の柔術の師匠である中山辰三郎は当身や蹴り技を得意としていた。
松岡克之助のもとで修業に励んでいた時、気の荒い土工数十人と大喧嘩をしたが、その時に強弱を変えつつ様々な当身を実験的に試し全員当て倒した。
その後、一人一人捜し出して生死を確かめたところ、早いもので3ヵ月、一番長く生きたもので13年半で亡くなっていたという。平均すると3年になったことから、弟子の大塚博紀に三年殺しは本当にあると語っていたという。
この時、中山は中指の第二関節を突き出した拳を使った。
中山辰三郎は中指の第二関節を突きだした拳を用いて急所を突くことが効果的であると提唱しており、神道楊心流の形での突きも全てこれを用いた。
この考えは弟子の大塚博紀が開いた和道流にも受け継がれている。

#### 中山辰三郎の回し蹴り
中山辰三郎は明治時代に、横に捌き斜め45°の角度で直線的に敵の肋骨を中足で蹴る形の回し蹴りを使っていた。
この蹴りは、和道流空手の基本技回し蹴りとして練習体系に取り入れられた。
二代目大塚博紀は、空手には回し蹴りがなかったので古流柔術から導入したと語っている。

### 無相流新柔術
讃岐国（現在の香川県）の無相流新柔術は寝技と当身を重視していた。この流派では海亀の甲羅に拳や蹴りなどの当身を入れる稽古法があった。

#### 松井三蔵の逸話
中条塾十傑の松井三蔵の話である。
山田郡庵治村に大商人がいた。この人は高松から庵治村に帰るたびに大金を持って帰る。
牟礼から庵治に越す山に山賊（八栗五剣山に住む山賊の一味）が出没するという。そこで松井三蔵に護衛を頼んだ。護衛の松井含め六人一行であった。日が暮れて峠道にさしかかった時に五六人の山賊があらわれて道を塞いだ。その頭目と思われる先頭の大男は抜刀して向かってきた。主従たちは覚悟していたが、びっくりして腰を抜かした。護衛の松井三蔵もぶるぶる震えあがって、へなへなとその場に座り込んでしまった。
せせら笑った山賊は持ち金を全部出させ着物も剥いでしまった。松井三蔵も襦袢一枚にさせられた。
山賊は安心して六人の衣服を集めにかかった。この敵が油断した時、松井三蔵は無相流新柔術が得意とする当身で頭目と思われる大男を一撃で失神させ、残りの山賊も叩きつけたり腕を折るなどして倒した。

### 壹佐流柔術
壹佐流柔術は岡山県で行われた柔術である。
伝承者の木梨儀太郎正宣には土壁を拳で打ち抜いたと言う逸話が残っている。
片山潜の祖父は壹佐流の免許取りであった。片山潜の伝記によると壹佐流には「亦腹」という練習があった。壹佐流では随分盛んに下腹を蹴る稽古を行なっていた。腹蹴りの稽古をやる時は必ず二寸の厚みの胴板に割り竹を編み付けた胴巻きを付けてお互いに蹴り合う。
他に五尺～六尺の高さを蹴る稽古法があり上達すれば八畳室の天井を蹴れるようになるという。

### 石黒流柔術
銚子に伝わった石黒流では当身や蹴りで指先を使う事で知られており、捌や突、蹴等の当身を連続動作で行う単独形が存在する。

#### 防具
四代目の田村弘二の修行時代は、目録以上の者は竹の防具と座布団を胸腹腕に巻いて当身の効果と当て方を実践で学んでいた。この稽古では防具を装着していても骨のひびや骨折があり怪我が避けられなかったとされる。

#### 闇仕合
昭和20年代まで三か月に一回、道場の電灯が消され暗闇の中で殴る蹴る自由の闇試合という真剣勝負が行われていた。この稽古は一度行うと怪我をして三か月できないので、三か月に一度の稽古となっていた。

### 高木流・本體楊心流
兵庫県神戸市に伝わった高木流は当身の一撃により敵の戦意を殺ぐという特徴があった。

#### 防具
竹胴を用いた当身の稽古法が伝わっている。

#### 皆木三郎の石割
皆木三郎は本體楊心流柔術の創始者である。兵庫県神戸市の角野八平太の高弟であり高木流の最高実力者と言われていた。
戦後にヤクザを20人ほど殺傷した話などが伝わっている。
昭和8年に免許皆伝を得た後に上京し、東京牛込に「天下無敵高木流活殺術」という看板を掲げて道場を開いた。
この道場では入門してくる弟子に当身を喰わし、泡を吹いて倒れたのを放置し起きて来るのを待つという荒稽古であった。あまりに稽古が荒いので一度入門した者も恐れて二度と来ず、皆木はよく道場を空けて魚釣りに行っていたという。
皆木三郎は自然石を手に持ち、手刀で砕くのを得意としていた。
後を継いだ井上剛によると、亡くなる数日前に弟子たちに最後の石割を見せており、気力を絞って掌に置いた拳大の石を打つと木っ端微塵に砕けたという。

### 諸賞流
諸賞流は盛岡藩（現在の岩手県）に伝わった柔術である。
当身用の防具を用いた稽古が知られている。
また現在知られる裏当という語は諸賞流から広まった。

#### 石田辰之進の当身
石田辰之進は京都の浪人である。諸賞流は石田辰之進から広まったとされる。
石田辰之進は鎌倉の鶴ケ丘八幡宮で参篭して修行を行っていたが、満願の日に一尺五寸角で高さ一尺三寸の手洗石に足当てを入れ真っ二つに割ったという。
石田は裏当の名人であり、いかなる強固な鎧でも当身二発で必ず打ち抜いたと伝わっている。

#### 松橋宗年の当身稽古
松橋宗年は十五,六歳のころ栗の木に藁を巻いて朝夕に足当ての稽古したが二年ほどで栗の木が枯れてしまったという。
行灯の紙を緩く張って当身の稽古をしていた。初めは当てるたびに行灯が倒れて油を流したが、やがて倒さずに紙を破ることができるようになった。
また一升樽を細紐でつるして当ての稽古したが一年ほどで樽を微動もさせずにコバ板（側面の板）を折るようになった。

#### 御留武術の経緯
八代南部利済のとき城内で南部藩各流派の甲冑試合が行われた。その時、諸賞流五十四代の佐藤延栄が病気だったので十九歳の松橋宗年が代理として出場した。試合前に武具奉行から試合で着用する甲冑をどれでも気に入るものを選ぶように言われた。ところが松橋宗年は「諸賞流では、このような甲冑を着る者と試合することはできません。そのわけをお目にかけましょう。」と言って殿中の広間の柱に鎧を括り付け鎧の鳩尾に肘当てを入れて退場した。この時殿の御前であったため諸賞流本髄の足当てではなく肘当てを用いたとされる。立会の奉行が鎧を外して内側を見たところ鎧の蛇腹がバラバラに破れていた。これを見て南部利済は「これは恐ろしい技だ」と言ったので直ちに試合を中止させ、以後諸賞流は他流試合の差し止めを申し渡されたとされる。この時の蛇腹が破れた鎧は大正の初め頃まで残っていた。

#### 当身の稽古
諸賞流では表・𢶷・裏・変手・手詰の五段階の稽古があった。
裏稽古では面胴小手を着用して当身の稽古を行う。
稽古に使用する胴は、厚みのある鹿児島竹を幅一寸一分にして揃えて繋ぎ合わせ中身を分厚く詰めてシートで包んで作る。この胴は外見から荷鞍と呼ばれている。当身を行うものは鉄面に目潰しを行うため皮手袋を使う。
他に免許以降に学ぶ形には鎧の上に鉄板を被せたものを着用して当身の稽古を行う。しばらく稽古を続けると肘当や足当で鉄板が破れてしまうという。

### 天神明進流
天神明進流は宮城県涌谷町に伝わった柔術である。
いくつかの当身の稽古法が伝わっている。

#### 当身の稽古法
蹴足の稽古では高蹴りと幅蹴りがある。
高蹴りでは七尺ほどの高さに鞠を吊るして蹴るという稽古を行った。この時に使う鞠の大きさは上達に伴い小さなものとし、蹴る時の間合いも広く取るようにする。
天神明進流では間合いを詰める技術として蹴った足を引かずに前に下す。蹴った足で踏み込んで敵に密着することを主眼としていた。
幅蹴りでは前方3ｍ以上の位置に金的の高さで鞠を吊るし一足で蹴る稽古を行った。遠い間合いから瞬時に距離を詰め敵に密着するための稽古である。
拳の当身では砂袋を突く稽古を行っていた。

### 柳生心眼流體術
明治時代に東京で学ばれていた柳生心眼流體術は絞と当身で勝負の決を取る柔術であった。
伝承者の星野天知は著書で稽古試合では当身を禁じているが、普段の稽古で咽喉と胸部は怠ず鍛えていたと記している。

#### 蹴りの稽古
星野天知は多数の門人へ代わる代わる自身の肋骨を蹴らせる稽古を行っていた。
この蹴りで皮が痛い時は初心者、骨が痛い時は初段から中段、目録以上は胃の所までズーンと痛んだという。

### 神道六合流
神道六合流は明治時代に夢想流、神道無念流剣術、起倒流、揚心古流、真蔭流、真之神道流、気楽流から作られた柔術である。
楊心古流の師範が関わっている。

#### 即死側倒
急所は即死（仮死）と即倒に分けられ各急所への攻撃方法が伝えられていた。諸流派の説と自身の経験及び実験から定めたとされる。

#### 拳法七十二門
当身で用いるための發止、風水、明正、電光、雙龍、本體という六種類構えを定めていた。
この六種類の体勢から両手両足で前後左右上下に72の当身を行う練習していた。

#### 柔術独習器による当身の稽古

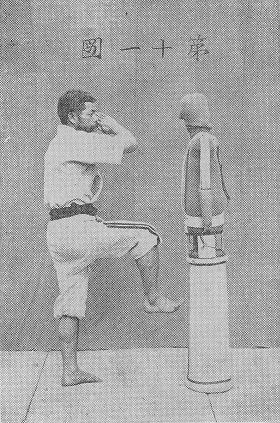
柔術独習器に当身を入れる野口

流祖の野口清は明治時代に柔術一人稽古用の野口式柔術独習器を開発し、1912年5月15日（明治45年）に特許を取得した。
野口の著書にはこの柔術独習器を用いた当身の稽古法が紹介されている。この稽古では全ての当身は体の屈伸手足の動作を敏活にして、手で防ぎながら足で当て左手で防ぎながら右手で当て最初の当てが命中しなければすぐに次の当身を連発するように練習ことが重要であると記している。
また当身は急所の位置が重要であることから、柔術独習器に白墨で印をつけることを推奨していた。当身を練習する時に急所を記さずに行うと手先が狂い思うところに当たらないことから自然動作が遅くなる。急所を記して練習すると急速に打突しても命中を誤らないようになると共に、歩行中でも少し人を見れば急所が目に映るようになり当身の隙を見出すことに慣れるという。
柔術独習器で当身の稽古を行う時、初心者は打突が敏捷でないため毎回独習器を倒してしまうが熟達すると打突が敏速になり独習器は振動するだけで倒れないようになる。独習器は当身の上達に従って土台の重量を軽くしていく。

#### 稲妻の当て

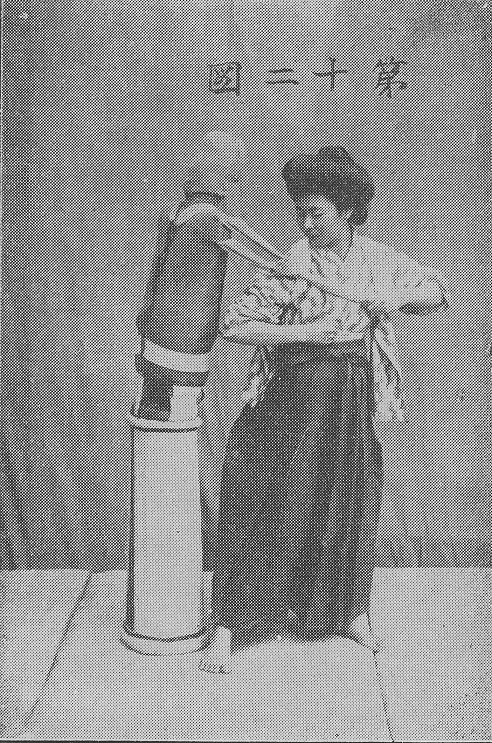
神道六合流柔術の女性門人による当身の稽古

稲妻の当ては全面より右手で捕えた場合や捕えようとした場合に左手で右袖口を取って引きながら右足を敵の右足の外側に踏み出して右手の肘に力を込めて脇腹の急所である稲妻を敏速に突くというものである。
これは当たりが弱くても即倒するもので練習を積むと百発百中であることから護身術として便利な技であった。
この技の注意点は下記の二点が挙げられている。この二点は全ての当身の原則であるという。
1. 手足の動作を一致させること。右足を踏み出すと右肘で突くとが同時でなければならない。もし動作が別々になる時は当たりが狂って防がれやすい。
2. 当身を行う部分には充分に力を込めること。肘に力を込めて突かなければならず、もし肘に力ない時は敵に当たる力が弱く、かえって自己の肘に苦痛を感じることになる。肘に力を込めるには手を強く握り堅く握拳にする。

#### 当身の稽古法
拳膝足肘などで物に対して板、壁、畳、藁人形、糸で手毬を吊るした垂玉等に当身を行う。また犬猫鳥に対して当身を行い活法を用いて活かすという方法もあった。
相対の稽古では拳を綿袋で覆って相手と打ち合う方法があった。
他に畳を打突して指節を固めて拳を丈夫にすることなどが記されている。

#### 当身の三秘術
神道六合流の当身における三ヶ条の口伝である。
1. 打突は握り十分に力を込め、蹴りは足指に十分に力を込めること。握り足指に力を込めていない時は、動作が速やかにならず当たりが鈍狂し、また堅い所を打突する時はかえって我手を痛めることがある。
2. 引手を敏速にするべきこと。打突した時に引手が速やかでなければ当身の効が少なく次の技に出れず、敵の先を制することができない。
3. 打突蹴足は極めて速く極めて強く、躊躇してはならないこと。当身は全て早いほど強いほど良いもので打突の程度は極力とする。

#### 布団と素焼を使った稽古
神道六合流の師範をしていた楊心古流の深井子之吉の著書に当身の稽古法について書かれている。
四つに畳んだ布団の中に素焼を入れて柱に立て置き、それを拳で突いたり足で蹴って中の素焼を割るという稽古法があった。初心者は中の素焼を割ることができないが、練習を積むと立てた布団を倒さずに中の素焼を割ることができるようになり、さらに熟達すると二つ割り、三つ割りなど思うがままに割ることができるようになる。
当身の強さを自由に加減することで敵を即座に殺したり、一年後や三年後に殺すことなどができるようになるが、これに熟達していないものは如何に急所を突いても敵を絶息させることはできないという。

### 不遷流柔術
不遷流は拳骨和尚という名で有名な武田物外が開いた流派である。
田辺又右衛門は不遷流の当身について下記のように記している。
不遷流の当身は当てる場所を余り多く選ばず、拳の当たった所を急所とする主義であった。流祖、武田物外は自分の拳を金槌と思い当たった所を打ち砕けという意味で「当身は金槌で板を叩くが如し。」と教えていた。実際に金槌で板を叩くような調子で殴り付けたら体中どこへ当たっても急所になるものである。
田辺又右衛門の父の田辺虎次郎が年少の頃、武田物外の拳骨の威力を羨ましく考えており拳を固めるつもりでしきりに板の間を叩いていた。ある日、これを見た武田物外が「そんなことをお前たちがしたところで拳はそんな固まるものじゃない。俺の拳はウンとこう握りしめるから鉄のように固くなるのだ。握力がウンと強くならなければいくら手先だけ鍛えたところで大した役には立たん。まず握り力を鍛える方が肝心なことだ。」と言ったという。

### 滝本派不遷流柔体術
滝本派不遷流柔体術は滝本鉄骨が下関の古永鉄山から神明不遷流を学んで開いた流派である。
下関の古永鉄山は滝本の門人に人体急所を墨で記して教えたことあった。
滝本は裏拳を使って小指側から突き上げるように当てる当身を使っていた。その拳で柱を削ったり五寸釘を打ち付けることができたという。また滝本は板や瓦も簡単に割ることができ、近所では薪を手で割る先生として評判だった。
当身は裏拳でガラスに穴を開けるものが良いと言っていた。
滝本はあまり硬い物は叩かずに柔らかい物を叩いた方が拳の芯が鍛えられるという考えであった。
三年当てや五年当てという当身があったが、布団に徳利を入れて穴を当てられるような当身でないとできないと弟子に教えていた。

### 四天流組討
四天流とは熊本藩の柔術である。
四天流を現在まで伝える星野派三石会では、演武大会で拳の当身による試割を行っている。

#### 野上文九郎
熊本藩士の野上文九郎は西南戦争で薩摩軍に入って戦った。西南戦争最大の激戦地となった熊本市北区植木町での戦いで、野上文九郎は数十人を投げ或は蹴り殺したとされる。
野上文九郎は修練の効により手足が鉄石のようになっており足や膝を竹刀で打っても平気であった。

### 呑敵流
呑敵流とは土佐藩に伝わった柔術であり、板垣退助が学んだことで有名である。

#### 板垣岐阜遭難事件
板垣退助は、相原尚褧に襲われた際、咄嗟に呑敵流の当身で反撃をした。この時、敵の心臓を狙って肘で当身を入れたが力を入れ過ぎた為に下にずれて腹部に当たった。後の取り調べで相原尚褧が警察に脾腹が充血して痛みに耐えられん言ったので、調べて見ると脾腹が黒いアザになっていたとされる。
岐阜事件の後、板垣は命が助かったのは師のおかげと思い本山団蔵に贈物をしてこの事を話したところ、本山は板垣に教えた武術が実地に功を奏した事を喜び呑敵流の皆伝免状を授けた。
岐阜事件で用いられた技は呑敵流の秘術の臂割（ひじわり、肘鉄砲の事）というものであった。

### 関口新心流

#### 関口柔心と力士の試合
関口新心流を開いた関口柔心と紀伊大納言に召し抱えられていた西の大関である和歌山の試合の話である。佐賀藩の関口新心流師範の石井又左衛門忠真が紀州の古老から聞いた話であり、石井が記した『拾華録』という随筆に記されている。
ある日、紀伊大納言は和歌山に「和歌山は柔術修練の人と勝負をしたらどうなるか。」と聞いたところ和歌山は笑って「天下に恐れる人はいません。勝負の事を論ずるまでもありません。」と答えた。
また紀伊大納言は関口柔心に向かって「その方兼ねて修練の術、和歌山と勝負をしたらどうなるか。」と尋ねたところ、関口柔心はしばし首を垂れて考えて「彼も角力の名人です。されば容易く勝ちを取ることはできません。しかし死生が勝負であれば必ず負けることはありません。」と答えた。
これを聞いた和歌山は怒って「ぜひ勝負を決しましょう。」とすぐ庭先に出て試合をすることになった。
和歌山は立ち上がり関口柔心を宙に下げて真っ逆さまに投げつけたが、逆に和歌山の方が仰向けに倒れて失神した。関口柔心は静かに起き上がり和歌山を見て嘲笑った。
見ていた者たちが驚いてどういうことかを尋ねたので、関口柔心は「和歌山は我を提げて投げ殺そうとしたので、我はその機を察し和歌山の力勢を抜くために釣鐘（股間の急所である陰嚢）に蹴足を当てました。」と説明した。
紀伊大納言は大いに関口柔心の微妙な技術に感心したという。

#### 関口流奥義の蹴足
佐賀藩士の石井又左衛門の数代前に高取忠助という関口流師範がいた。
ある時、高取忠助は楊心流秋山派の門人と術を議論した。
楊心流の者は「我流に神妙の殺法が数多あり全て体に痛みを付けずに業を用います。」と言った。高取忠助はそれを聞いて嘲笑い「まことに不思議の妙術です。その術を我に用いてください。」と答えた。
楊心流の者は怒って高取に当身を入れたが一向に通じなかった。そこで楊心流の者は自身に対して技を試してほしいと高取にお願いした。
高取忠助は「我流は格別面白い術はありませんが、折角のご所望なのでご挨拶にまず蹴足を入れてみましょう。脇腹を見せてください。」と答えた。
高取は楊心流の者の脇腹を触り「これくらいの弱腹ではとても蹴足の受は危ういです。」言ったところ楊心流の者は自身の未熟を恥じたという。

#### 石井又左衛門が古川から聞いた話
関口流の中段相伝を受けた者が、西目筋へ用事があった帰りに大金を懐中していた。
一人で山路を通っていたところ、四五人の山賊が前に立ちはだかり懐中の金を奪おうとしてきた。関口流の者は少しも恐れず立ち止まり、真っ先に進んで来た山賊の顔面を拳で突き破った。
次に来る山賊を提げて逆さまに山の下に投げ落としたところ、他の山賊は恐れて逃げて行ったという。

### 霞新流
霞新流は現在の群馬県に当たる地域で行われた柔術であり、江戸時代は峯岸弥三郎という人物が有名であった。

#### 峯岸弥三郎の逸話
ある日、峯岸弥三郎は肥料を汲むため高崎藩士の上村の家に行った。
上村は柔術を以て自負しており、どうにかして自身の手並みを知らしめ喝采を得たいと思っていたところ峯岸が来たので時機が来たと大いに喜んだ。
上村はいつにも似合わない優しい言葉で「弥三郎よく来た。まあこの所へより一服つけろ。」と言った。峯岸は不思議に思ったが言われるままに玄関に廻って丁寧に挨拶した。
上村は「今日こそ汝を締め殺すがどうだ。」と言ったので峯岸は意外な言葉に一時驚いた。
しかし峯岸自身も柔術に覚えのある腕なので、此奴生意気を言うなと可笑しく思ったが顔に出さず驚いたふりをして「殿様、それはご無理というもの。私は決して殺されるような罪を犯した覚えはありません。ぜひお許しください。」と答えた。
図に乗った上村は「なあに弥三郎、締め殺すというもほんの一時ですぐに活かしてやる。」と言った。
峯岸は「そうですか。生かしてさえくれればよろしゅうございます。人の見られるぬ地獄や極楽など見物してくるのですから、これは願ってもやっていただきたい。」と答えたので、上村は奥座敷で襷を掛けて峯岸に対して身構えた。
峯岸は臍下丹田に力を入れて上村を睨んだところ、この一睨みで上村は立ちすくんでしまいいつまで経っても飛びつかない。
峯儀はこれではいけないと余所見をしたところ、上村はヤッと声を掛けて飛びつこうとした。
峯岸は上村が飛び掛かるより速く、いつの間にか片膝を立て磐石に定まりさらに電光のような当身が上村の胸前に飛び出した。
上村は非常に驚いて二間（約3.6m）後ろに飛び去ったが、峯岸の体も糸で釣るように共に進み蹴りの足が突進した。峯岸は上村に形だけで真の蹴りを入れずに飛び退いた。
上村は顔面蒼白となってしまった。
峯岸は「誠に失礼いたしました。ぜひご勘弁ください。」とお詫びをしつつ呆然とした上村の顔を見ながら肥料も汲まずに立ち帰った。
後日、他の人が上村家に肥料を汲みに行ったところ、上村は「弥三郎は只人ではあるまい。柔術をやった人だろう。」と尋ねたので、汲みに来た人は峯岸は天下の大名人だと語った。
それから上村は会う人に毎回「弥三郎は人を怖がらして悪い奴だ。」と愚痴を言ったので峯岸はその後上村の家に行くことはなかったという。

### 木村又十郎の石割
1877年（明治10年）に東京浅草奥山で行われた柔術会で木村又十郎という柔術家が尺角の堅石を拳で打ち砕く演武を行った。この他に鎖鎌、居合、契木の試合が行われた。
木村は群馬県の人物であるとされるが流派は不明である。